# 1837 aux échecs
| Années des échecs : 1834 - 1835 - 1836 - 1837 - 1838 - 1839 - 1840    |
| Décennies des échecs : 1800 - 1810 - 1820 - 1830 - 1840 - 1850 - 1860 |

Cet article présente les faits marquants de l'année 1837 aux échecs.

## Naissances
22 juin : Paul Morphy, jeune prodige des échecs, un des meilleurs joueurs du monde, vainqueur de la partie de l'opéra.

## Nécrologie
- 9 mai : Jacques-François Mouret